# Argo Reederei

Flagge der Argo-Reederei

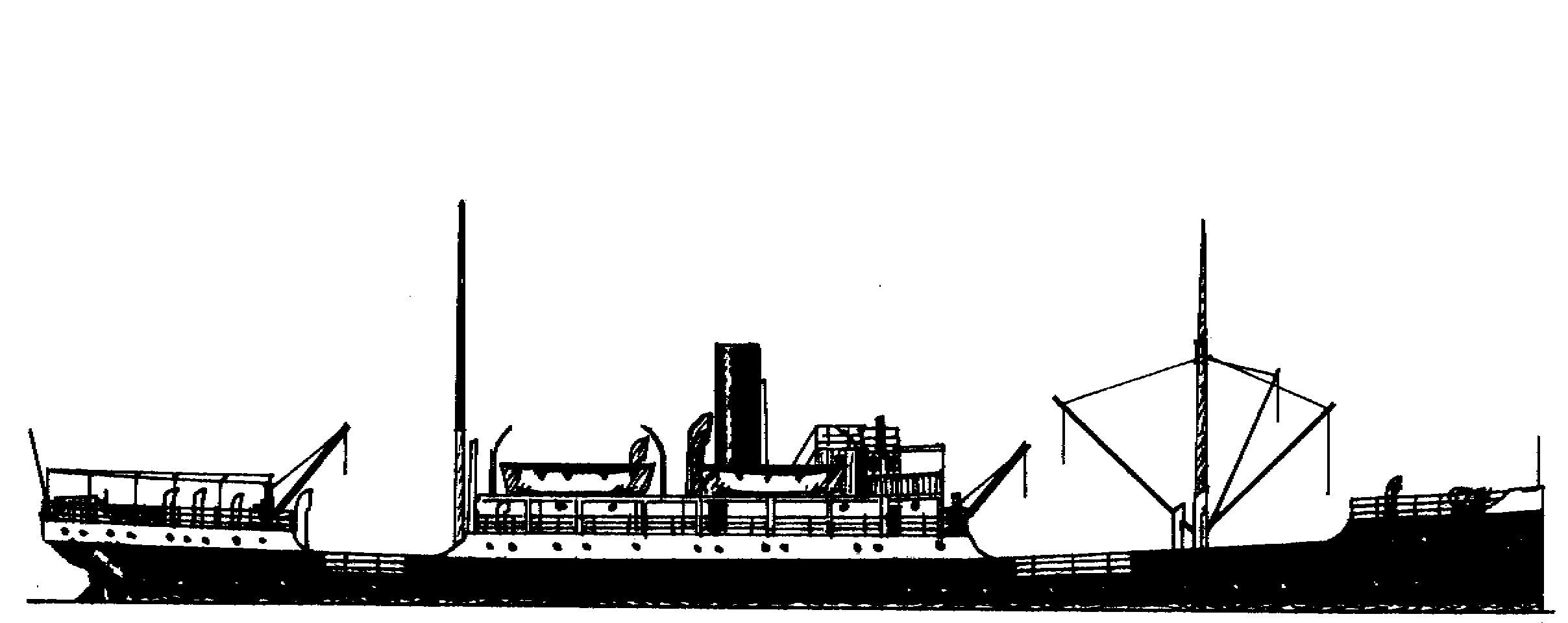
Dampfer Schwan 1907

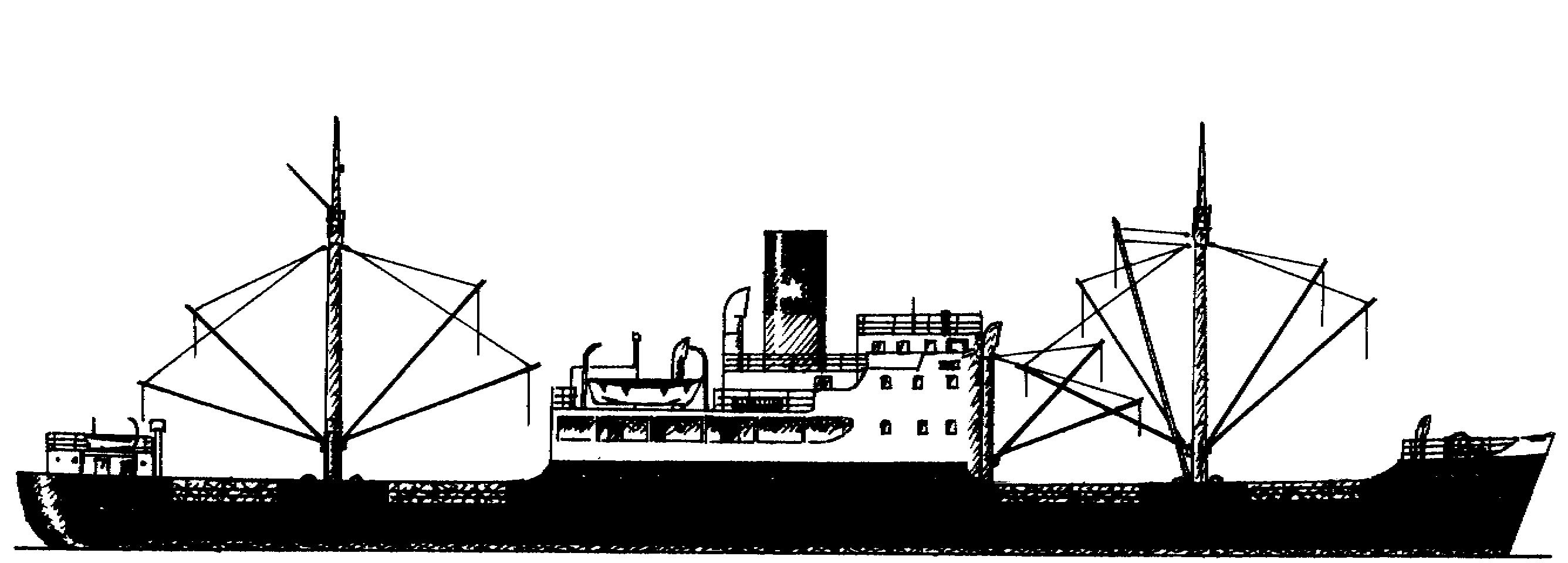
Dampfer Habicht 1938

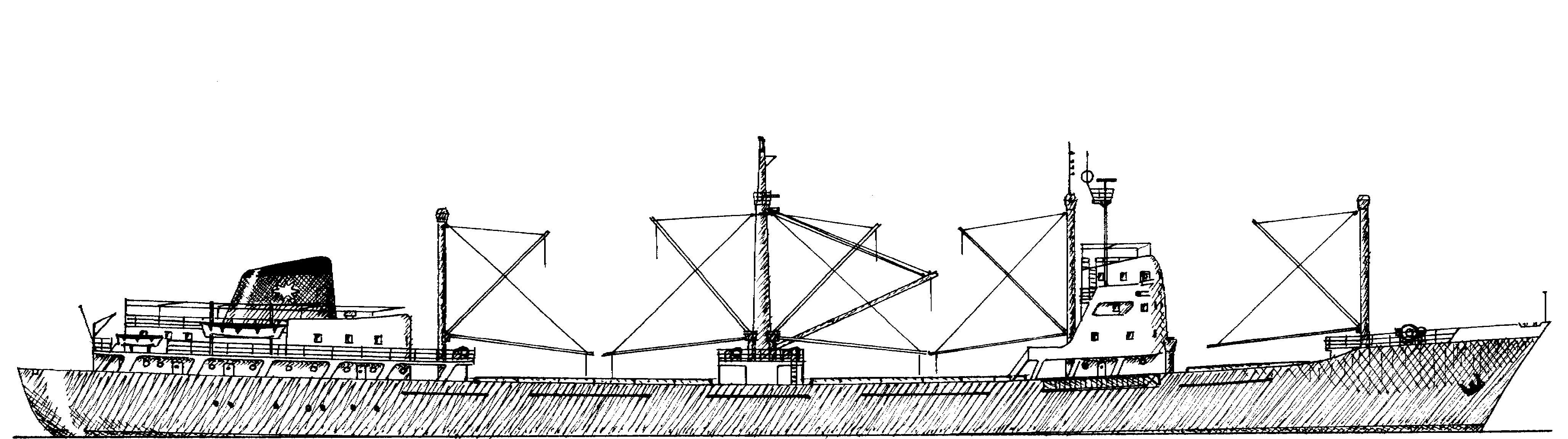
Motorschiff Aquila 1959

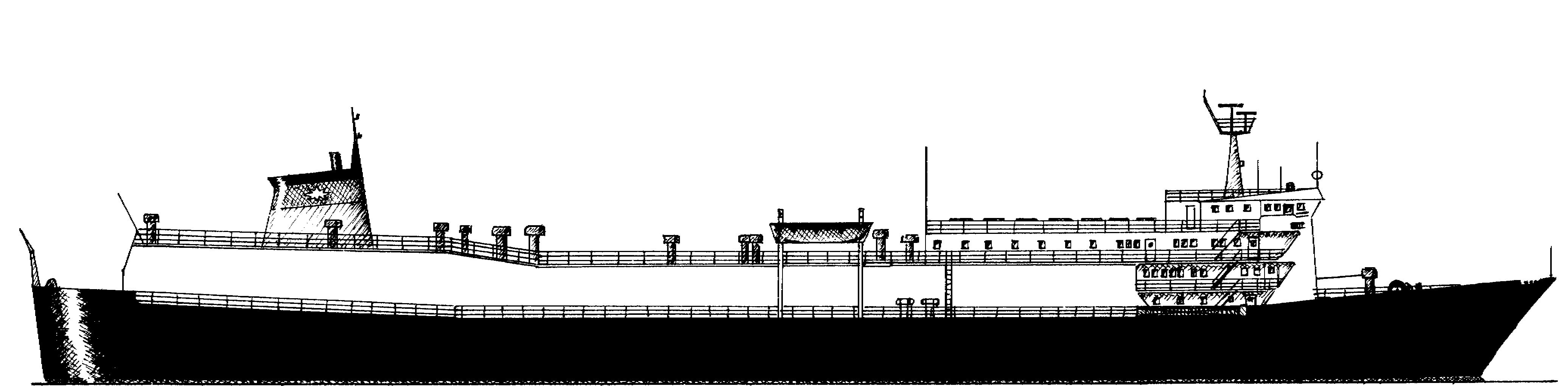
Ro-Ro-Frachter Aquila 1973

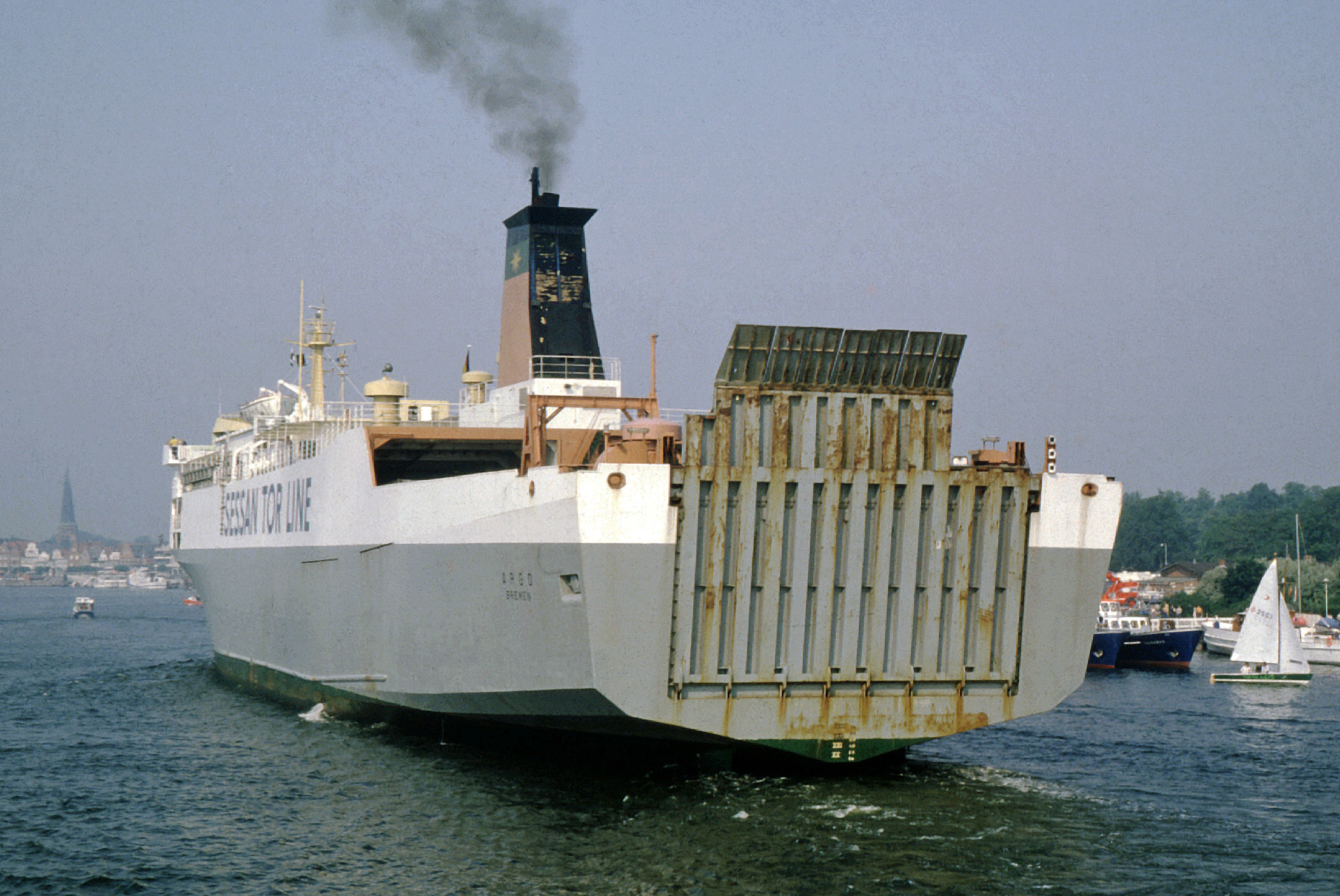
Ro-Ro-Frachter Argo 1980 in Travemünde

Die Argo Reederei (Argo Reederei Richard Adler & Söhne, kurz Argo) war eine bedeutende deutsche Schifffahrtsgesellschaft mit Sitz in Bremen. Schwerpunkt der Aktivitäten war die Linienfahrt innerhalb Europas, hier im Speziellen die Fahrt nach Finnland, Großbritannien und in die Levante.

## Geschichte
Die Reederei ging aus der 1896 gegründeten Dampfschiffahrtsgesellschaft Argo AG hervor. Argo war der griechischen Sage nach das sagenhaft schnelle Schiff in der Argonautensage. Die Argo AG wurde von 1896 bis 1920 von Friedrich Bischoff geleitet. Er brachte fünf Schiffe in die Reederei ein, und drei weitere Dampfer wurden von der Reederei D. H. Wätjen gekauft. Das Büro war anfänglich in der Albutenstraße 1a. Linien nach Russland und Mexiko (nur bis 1897) wurden eingerichtet. Die Reederei übernahm 1897 den Linienverkehr nach Großbritannien vom Norddeutschen Lloyd. 1901 kam der Liniendienst nach Italien hinzu. 1902 erwarb die Argo die Hanseatische Dampfschiffahrtsgesellschaft AG in Lübeck; der Ostseeverkehr konnte ausgebaut werden. Die Argo beteiligte sich zudem an den Reedereien Atlas und der Deutschen Levante-Linie. 1904 wurde die Linie nach New Orleans eingestellt. Als Büro bezog die Argo 1912 das Haus Langenstraße 104/106. Mit einer Flotte von 30 Seeschiffen und einer Tonnage von insgesamt 44.504 BRT stieg die Argo 1914 zur viertgrößten Bremer Reederei auf.
1922 wurde die Argo von der Roland-Linie übernommen, die ein Jahr später in den Besitz des Norddeutschen Lloyd überging. Die Argo hörte auf als eigenständige Gesellschaft zu existieren. Sie war Teil der Lloydtochter Hanseatische Dampfschiffahrtsgesellschaft in Hamburg. 1932 war der Argohauptsitz wieder in Bremen.
1932 wurde im Zuge der Neuordnung der deutschen Linienschiffahrtsaktivitäten die Argo Reederei AG gegründet, vorerst noch zu 100 % in Besitz des Norddeutschen Lloyd und geführt von Richard Adler. 1934 wurde die Gesellschaft vom Norddeutschen Lloyd getrennt und in private Hände gebracht. Die Eigentumsverhältnisse änderten sich zugunsten der Familie Adler, und ab 1936 firmierte die Gesellschaft als Argo Reederei Richard Adler & Co. Zu Beginn des Zweiten Weltkriegs verfügte die Reederei über 44 Schiffe mit einer Tonnage von 54.270 BRT. 1942 löste sich die Verbindung zur Atlas-Levantelinie.
Adler richtete auch die Adler-Werft als Hafenwerkstatt der Argo-Reederei ein, die im Zweiten Weltkrieg zerstört und 1946 im Europahafen in Bremen wieder aufgebaut wurde. 1949, nach dem Umzug auf die Stephanikirchenweide, baute sie Schiffe zumeist für die Argo Reederei. Die Werft existierte bis 1964 und verblieb im Besitz von Adler.
Nach dem Krieg begann 1948 die Argo mit kleinen Schiffen für die England- und Finnlandfahrt. Es wurde 1952 die Argo Nah-Ost Linien GmbH gegründet, die die Interessen der Reederei in der Fahrt zur Levante wahrnahm und das reine Familienunternehmen, die Argo Reederei Richard Adler & Söhne. Zum Wiederaufbau der eigenen Flotte übernahm man in Bremen die Adler Werft. Hier entstand auch die Aquila, das größte Schiff der Reederei.
Im Jahr 1961 starb der Firmenchef Richard Adler. Das Unternehmen führten seine Söhne Max (* 6. Oktober 1910 in Lübeck) und Richard Adler fort, die jedoch kurze Zeit später getrennte Wege gingen. 1965 wurden 23 Schiffe bereedert, und mit 35 Schiffen und 53.442 BRT erreichte die Gesellschaft danach ihren Zenit. An der Tiefer 12 entstand 1963 als neues Gebäude der Firmensitz.
Die Reederei gab Ende der 1960er und in den 1970er Jahren immer mehr Liniendienste auf. Sie zog dann in gemietete Räume Am Wall 187/189 um. 1986 wurden die Anteile an der Levantefahrt an die Hamburg Süd abgegeben, 1992 das letzte eigene Schiff im Finnland-Dienst veräußert. Um 1998 fuhren nur noch drei Schiffe für die Reederei. Seit 1996 wurde die Englandfahrt nur noch mit einem Schiff betrieben. Diese Einheit wurde mit der Aufgabe der Geschäftsaktivitäten 2002 ebenfalls verkauft.

## Argo-Haus

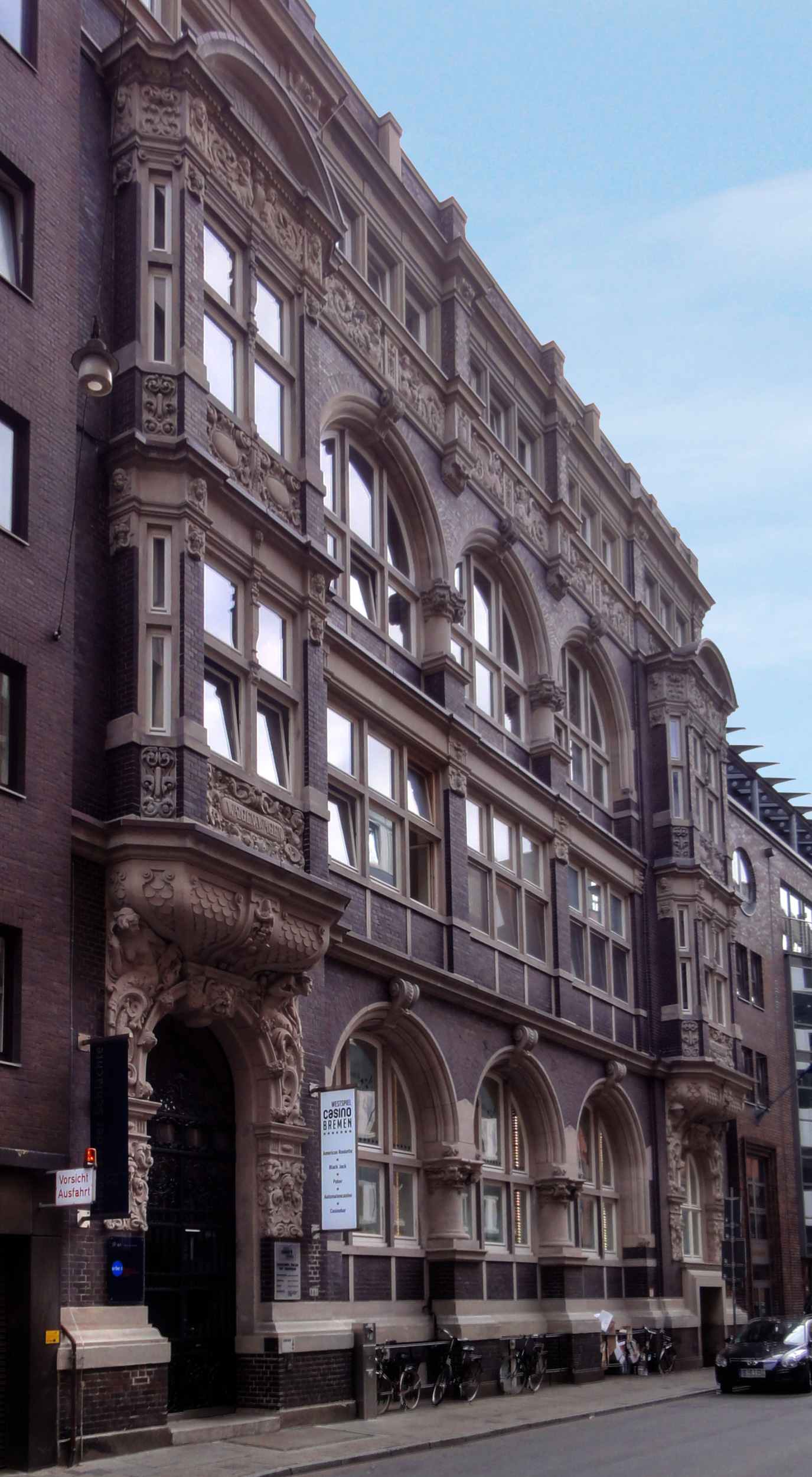
Langenstrasse 38–42

Als Argo-Haus wurde in Bremen - Mitte ein Gebäudekomplex zwischen der Schlachte 23–26 und der Langenstraße 38–42 bezeichnet. Das Kontorhaus und Verwaltungsgebäude wurden im dekorativen Stil der Jahrhundertwende mit Barock- und Renaissanceformen 1904/05 nach Plänen von Johann Georg Poppe für die Reis- und Handels-Actien-Gesellschaft Bremen (genannt deshalb auch „Reisbörse“) auf sieben Altstadtparzellen gebaut. Die Baudurchführung lag in den Händen von Fritz Dunkel.
1923 erwarb die Argo-Reederei das Gebäude als ihren Hauptsitz. Das Gebäude wurde im Zweiten Weltkrieg beschädigt. Die Fassade zur Langenstraße blieb erhalten. Die Umbauten von 1947 bis 1951 mit der neuen Fassade zu Schlachte stammen von Karl Walter. Das Gebäude war danach Sitz der Argo Reederei. Nachdem die Reederei in den 1970er Jahren das Gebäude aufgab, war hier bis 2002 das Amt für Stadtplanung untergebracht, sowie zeitweise andere Firmen. Danach war hier u. a. der Sitz von Bremer und Bremerhavener Arbeit (bba) des Wirtschaftssenators. Seit 2010 ist darin das Bremer Casino beheimatet.
Das Gebäude steht seit 1973/1994 unter Bremischen Denkmalschutz.